# František Sudimír Lambl
František Sudimír Lambl, křtěný František Ondřej (15. září 1819 Letiny - 11. května 1891 Dětenice), byl český hospodářský správce.

## Život
Narodil se v obci Letiny do rodiny Františka Lambla, hospodářského správce letinského velkostatku a lázní a jeho ženy Marie roz. Jelínkové. Vyrůstal v početné rodině, měl tři bratry, Viléma Dušana, Jana Baptistu, Karla Milana a čtyři sestry, Marii (1819), která byla nejstarší a dále pak ještě Barboru (1831), Elišku (1834) a nejmladší pak Annu (1836).
František chodil zprvu v rodné obci na tehdejší německou školu, dále pak pokračoval v Plzni na gymnáziu a dále pak v Praze na Právnické fakultě Univerzity Karlovy, kterou však ze zdravotních důvodů nedostudoval. Během studia vypomáhal svému bratranci Karlovi S. Amerlingovi ve vedení dívčí školy v Budči.
Budečskou školu záhy opustil a ponejprv krátce působil jako hospodářský správce na schönbornských statcích v Lužanech u Plzně, následně pak v Dlažkovicích u Lovosovic a nakonec v Přešticích na Plzeňsku. Zde se roku 1848 zúčastnil revolučního hnutí jako důstojník knárodní gardy. Byl v písemném, ale i osobním kontaktu s předními českými vlastenci, např. Fr. L. Riegrem, Fr. A. Brauneremo a dalšímimi.
Po zrušení roboty v roce 1848 se uplatňoval jako člen tzv. vyvazovací komise, která urovnávala nové právní poměry mezi vrchností a robotníky. Později ještě působil na vícero místech Čech, například v Polné, ve Štokách, Kralovicích či v Kaplici u Českého Krumlova.
V roce 1855 František Lambl opustil státní službu a nastoupil na panství maltézských rytířů v Dětenicích na Libáňsku jako důchodní. Před rokem 1860 se oženil s Marii rozenou Peschkovou, měli spolu 7 dětí, Adolfa, který byl ředitelem akcionářského pivovaru na Smíchově, Zdenku, která zemřela v osmnácti letech, Vladimíra, který pracoval jako zahradník na olšanském hřbitově a Marii, která se svobodná dožila pouhých dvaadvaceti let. V roce 1879 krátce pobýval v Praze na Malé Straně. Později se vrátil do Dětenice a následně 11. května 1891 zde zemřel.
Mezi jeho zájmy patřila numismatika a archeologie a sám obohatil archeologické sbírky pražského Národního muzea. Byl například spoluzakladatelem Občanské besedy nebo pěveckého spolku Zvon.